# 何佩璋
何佩璋，亚利桑那州太阳魔鬼队的一名华人橄榄球队后卫。 2020年12月5日，他出现在与UCLA棕熊队的比赛中，成为第一位为Power Five联盟球队效力的华裔球员。一周后，在对阵亚利桑那野猫队的比赛中，他也成为第一位在FBS级别达阵得分的华裔球员。

## 早年生活
何佩璋出生于中国韶关，17岁时前往美国留学。他的英文名Jackson He，灵感来自迈克尔杰克逊。 他就读于圣地亚哥路德教会高中，在那里他学会了橄榄球运动。虽然他起初在篮球队的尝试没有成功，但由于他250磅（约113.4千克）的体重，他受到了路德教会的橄榄球球教练罗恩艾伦的注意。 起初他对这项运动并不熟悉，但他喜欢这项新运动的体能强度和挑战，并在球队呆了两年。

## 大学生涯
他的大学橄榄球生涯始于北达科他州詹姆斯敦的詹姆斯敦大学。他被招募到詹姆斯敦打边后卫，并在他的第一个赛季穿上了红衫。在2017年，他的红衫大一赛季，他在80次传球中冲出376码，一次达阵。 他还接住了8次40码传球和1次达阵。